# Leg extension
La leg extension o knee extension (letteralmente "estensione della gamba" o "del ginocchio") è un esercizio con sovraccarichi praticato all'omonima macchina specifica, mirato alla stimolazione dei muscoli quadricipiti.

## Esecuzione

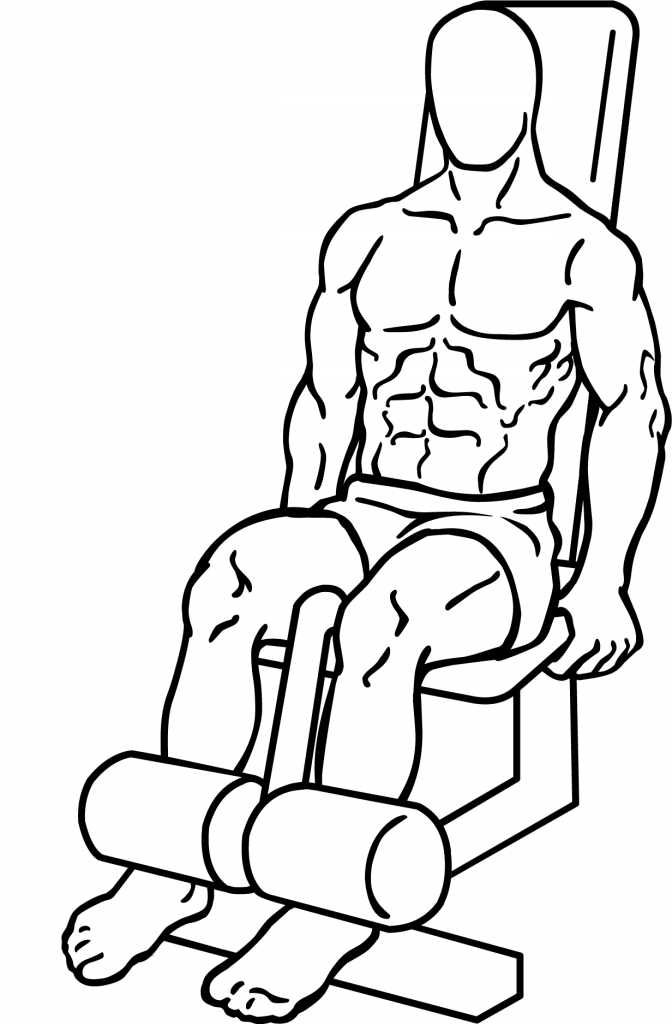
Punto di partenza delle estensioni del ginocchio alla leg extension. Se non sono presenti problemi articolari al ginocchio, è possibile partire da un maggior grado di flessione.

La leg extension è un esercizio con sovraccarichi praticato all'apposita macchina specifica che impone il movimento monoarticolare di estensione della gamba sulla coscia o estensione del ginocchio. Il movimento è finalizzato alla stimolazione specifica del muscolo quadricipite femorale, e risulta come l'unico esercizio che favorisce il massimo isolamento di questo gruppo escludendo il resto dei muscoli della coscia. L'esercizio viene praticato da seduti, posizionando la schiena aderente allo schienale, e il ginocchio adiacente al bordo della panca, possibilmente in linea col fulcro del macchinario, e l'imbottitura cilindrica leggermente al di sopra dell'articolazione della caviglia. Durante l'esecuzione si afferrano saldamente le apposite maniglie per mantenere immobile e stabile il busto ed è necessario un controllo del movimento evitando sbalzi di inerzia. Si suggerisce di eseguire il movimento di ritorno in maniera controllata, mentre l'escursione articolare dovrebbe essere più ampia possibile (oltre i 90° di flessione), tranne in caso di patologie articolari o di altre problematiche. Viene segnalata da molti la possibilità di modificare il grado di flessione del busto per enfatizzare il lavoro sui vasti e ridurlo sul retto femorale o viceversa. Essendo l'unico capo biarticolare del quadricipite, è stato proposto da diversi autori che il retto femorale possa effettivamente subire un maggiore reclutamento se il busto - tramite la mobilizzazione dell'articolazione dell'anca - viene portato in maggiore estensione (prestiramento/tensione passiva), così come possa subire un'inferiore attivazione in proporzione al grado di flessione (precontrazione/insufficienza attiva). I risultati delle analisi scientifiche mediante elettromiografia (EMG) sono controverse sotto questo aspetto, anche se alcune di esse danno ragione a questa ipotesi. Bisogna considerare che questo principio è valido solo se la flessione o l’estensione del busto avvengono mediante la mobilizzazione dell'articolazione dell'anca, e non tramite la mobilizzazione delle vertebre lombari (bassa schiena). Per tanto non basta che il busto venga portato in flessione o in estensione, ma deve essere verificato che questi movimenti avvengano mediante la modifica dell'angolo dell'anca.
La leg extension è uno degli esercizi più comunemente citati come esempio per la definizione di esercizio a "catena cinetica aperta". Durante questo esercizio, il segmento distale (la gamba) è libero di muoversi nello spazio, mentre i segmenti prossimali (la coscia e il tronco) rimangono fissi. In questa tipologia di esercizi, solitamente il movimento è focalizzato sulla moblizzazione di una sola articolazione, come il movimento del ginocchio nel caso della leg extension. Tipicamente, gli esercizi a catena cinetica aperta sono caratterizzati da un modello di stress rotatorio sull'articolazione. Usando il classico esempio dell'estensione del ginocchio da seduto, il modello di stress rotatorio a livello del ginocchio coinvolge principalmente la rotazione della tibia prossimale assieme al femore distale. Anche se si verificano altri movimenti accessori come la rotazione della tibia per permettere la rotazione, lo stress principale creato sull'articolazione è dovuto alla rotazione.

## Varianti

### Leg extension inclinata
La leg extension inclinata prevede, se la macchina lo permette, che lo schienale venga inclinato per poter portare l'anca in maggiore estensione. Questa modifica impone una variazione dell'angolo dell'anca, influendo su un prestiramento e su una tensione passiva del retto femorale mentre la lunghezza dei capi monoarticolari (i vasti) rimane inalterata. Alcune analisi hanno mostrato che tale variante consenta di aumentare il reclutamento del retto femorale e ridurre il reclutamento dei vasti. La leg extension tradizionale ha mostrato di provocare una maggiore attività del retto femorale rispetto ad altri esercizi comuni come lo squat e la leg press, e altre evidenze hanno dimostrato un maggiore intervento del retto femorale, una maggiore attività generale e una maggiore forza generale del quadricipite sulla leg extension inclinata rispetto alla posizione seduta o supina. Molte analisi sulla leg extension inclinata hanno mostrato dei benefici nella modifica dell'angolo dell'anca, anche se il maggiore reclutamento relativo del retto femorale a scapito dei vasti in questa posizione non è stato unanimemente confermato. Dai vari risultati scientifici, sembra che la leg extension inclinata si presenti come la variante più vantaggiosa per molti dei motivi sopra elencati. Alcuni autori infine reputano la leg extension inclinata più idonea per i soggetti con scarsa mobilità dei muscoli ischio-crurali, che potrebbero trovare una limitazione nella massima estensione della gamba da seduti a causa di un eccessivo accorciamento e rigidità di questi muscoli (insufficienza passiva).

### Leg extension supina
La leg extension supina è un'altra variante della macchina tradizionale senza lo schienale, oppure con uno schienale molto inclinato. Questa versione, poco comune e quasi estinta, in teoria permettebbe di esaltare ancora più il reclutamento del retto femorale grazie alla posizione dell'anca ulteriormente estesa, la quale porta al maggior grado di prestiramento e di tensione passiva il fascio in questione. Sebbene queste ipotesi possano rivelarsi interessanti, molte analisi elettromiografiche hanno osservato una minore forza e una minore attività generale del quadricipite nella posizione supina, e solo una tra le diverse ricerche ha dimostrato che in questa posizione il retto femorale prevalga sui vasti in maniera maggiore rispetto alla leg extension da seduti e inclinata (Kong e van Haselen, 2010). In sintesi, i risultati scientifici controversi spesso non hanno confermato l'utilità della leg extension supina per enfatizzare l'attività del retto femorale e ridurre l'attività dei vasti come spesso teorizzato, per tanto non vi è la certezza che il suo utilizzo apporti dei benefici complementari a quelli di altre varianti. Considerata la difficile reperibilità della leg extension supina e l'incertezza riguardo alla sua funzionalità, è possibile suggerire la scelta della leg extension inclinata per ottenere degli stimoli differenti dalla variante classica dell'esercizio, visti anche i notevoli vantaggi rilevati.

### Cable leg extension
La cable leg extension è la variante dell'esercizio eseguita al cavo in modalità monolaterale in posizione eretta. Una volta indossate le cavigliere, l'esecutore si pone in piedi di schiena rispetto all'origine del cavo, che può essere alto o basso a seconda della variante scelta. Durante l'esecuzione è necessario utilizzare un sostegno, come l'apposito supporto fissato sulla struttura della puleggia o una panca inclinata davanti al corpo, per fornire stabilità e consentire il movimento. Partendo con la gamba inattiva a mantenere i corpo eretto, se l'esercizio prevede l'esecuzione al cavo basso, si mantiene la coscia in posizione statica tra i 45 e i 90°, e si procede estendendo il ginocchio. È altrimenti possibile eseguire l'esercizio al cavo alto mantenendo la coscia statica in posizione più estesa, in modo da prestirare il retto femorale. Questa variante potrebbe essere anche più adatta per i soggetti con una scarsa mobilità degli ischio-crurali, i quali potrebbero trovare difficoltà nel mantenere la coscia in orizzontale a ginocchia completamente estese. Si suggerisce di evitare il movimento di flessione dell'anca durante l'esecuzione per focalizzare il lavoro solo sui fasci del quadricipite evitando di stimolare il gruppo dei flessori dell'anca. Tra questi flessori, in particolare la stimolazione del muscolo ileo-psoas può rappresentare una forma di stress per la bassa schiena.

### Power leg extension
La Power leg extension o Power Thingh Extension è una variante della leg extension non molto popolare ideata negli anni cinquanta dal noto ex-culturista Vince Gironda. Come nella variante supina, anche questa deve essere praticata su una macchina priva di schienale, o con uno schienale molto inclinato, per poterne consentire l'esecuzione. La power leg extension prevede un movimento più complesso e multiarticolare, imponendo anche la flessione e l’estensione del tronco. In partenza il soggetto si trova in posizione seduta con le ginocchia flesse, mentre nella fase concentrica avviene sia l’estensione del ginocchio che l’estensione del tronco fino a posizionarsi distesi supini. Viceversa nella fase eccentrica si torna a flettere il ginocchio e flettere il busto tornando nella posizione da seduti. Questa variante sembra essere stata ideata con l'intenzione di enfatizzare il lavoro del retto femorale, sebbene non sia stato considerato il fatto che la leg extension di per sé abbia dimostrato di attivare maggiormente questo fascio rispetto ad altri esercizi a catena cinetica chiusa, come squat e leg press. Essendo il retto femorale un flessore dell'anca, durante la fase eccentrica - in cui il ginocchio viene portato in flessione allungando i vasti - esso interviene nel ruolo di flessore del busto sulla coscia. Tuttavia, possono essere sollevati alcuni aspetti controversi che mettono fortemente in discussione la funzionalità e l'utilità della power leg extension. In primo luogo, nella fase eccentrica viene imposto un movimento del busto riconoscibile come un classico sit-up, un popolare esercizio per gli addominali che la letteratura scientifica sembra riconoscere come potenzialmente pericoloso e lesivo per la bassa schiena proprio a causa dell'iperstimolazione dei flessori dell'anca. Inoltre, la funzione del retto femorale è di estendere il ginocchio e di flettere l'anca, ma in questa variante di Gironda la fase concentrica non impone questi due movimenti contemporaneamente, piuttosto porta a contrarre questo fascio da un'estremità e ad allungarlo dall'altra estremità in entrambe le fasi del movimento, senza consentirne la massima contrazione o il massimo allungamento in alcuna delle due fasi. La power leg extension enfatizza l'attività del retto femorale perché esso si contrae sia nella fase concentrica (estendendo la gamba) sia in quella eccentrica (flettendo l'anca), svolgendo un doppio lavoro. Tuttavia, poiché in entrambe le fasi il retto femorale si allunga da un'estremità e su allunga dall'altra, la sua lunghezza complessiva non varia. Comunque, considerata anche la gravosità potenziale del movimento simile al sit-up previsto nell'esecuzione, e il fatto che sia stato riconosciuto come il retto femorale intervenga comunque in maniera più rilevante nella leg extension tradizionale rispetto ad esercizi a catena cinetica chiusa (come squat e leg press), l'utilità del power leg extension non sembra essere riscontrabile. Se si ricerca un'attivazione relativamente maggiore del retto femorale durante l'esecuzione della leg extension può essere sufficiente portare l'anca in estensione inclinando lo schienale, evitando il sovraccarico sulla bassa schiena imposto dal sit-up, e probabilmente reclutando il retto femorale in misura analoga o maggiore.

## Modalità di esecuzione

### Rotazione dei piedi
Diversi autori hanno proposto la modifica della rotazione della gamba durante il movimento di estensione sulla leg extension con il fine di enfatizzare maggiormente il lavoro sul vasto laterale o sul vasto mediale del quadricipite. Per la precisione alcuni hanno teorizzato che la leg extension con rotazione interna della gamba (punte dei piedi orientate verso l'interno) porti ad enfatizzare il reclutamento del vasto laterale, mentre con la rotazione esterna (punte dei piedi orientate l'esterno) porti ad enfatizzare il lavoro del vasto mediale. Queste ipotesi sono presumibilmente basate sul fatto che la rotazione della gamba porterebbe rispettivamente in prestiramento o in precontrazione i vasti laterale e mediale, ma ciò in origine non sembra verosimile perché i vasti non partecipano in alcun modo alla rotazione della gamba. Ad ogni modo tali supposizioni non sono state propriamente confermate dalle varie analisi scientifiche. Inoltre, sono stati espressi dei dubbi da parte di alcuni autori riguardo alla fisiologicità dei movimenti di estensione della gamba in rotazione. I movimenti di estensione della gamba in rotazione potrebbero effettivamente risultare innaturali, non fisiologici, e quindi potenzialmente lesivi per l'articolazione del ginocchio.
Signorile et al. (1995a) analizzarono le differenze nell'attività elettromiografica (EMG) dei diversi fasci del quadricipite (vasto mediale e laterale, e retto femorale) somministrando ai soggetti testati l'esecuzione di leg extension e squat con le punte dei piedi ruotate internamente, esternamente o in posizione neutra. I risultati indicarono che la leg extension con punte extrarotate produceva una generale maggiore attività del quadricipite rispetto alle altre due modalità. La stessa equipé di Signorile (1995b) eseguì un'altra analisi simile esaminando l'attività degli stessi 3 fasci sulla leg extension isocinetica (dinamometro isocinetico) durante delle contrazioni isometriche con diversi angoli del ginocchio e con le stesse 3 modalità di rotazione dei piedi. Venne osservato che quando le gambe venivano tenute quasi completamente estese (175°) - una posizione spesso usata per stabilizzare l'articolazione del ginocchio durante le prime fasi di riabilitazione - ruotare internamente le gambe produceva la maggiore attività del quadricipite. Tuttavia, i ricercatori suggerirono che nelle fasi successive di riabilitazione, una posizione neutra del piede ad un angolo di 90° avrebbe potuto fornire la condizione più efficace per la riabilitazione a seguito di un infortunio al ginocchio, dal momento che questo angolo e questa posizione del piede producono la maggior attivazione del muscolo quadricipite. Chan et al. (2001) condussero uno studio simile a quello di Signorile misurando l'attività EMG dei vasti laterale e mediale in risposta a contrazioni isometriche e dinamiche sulla leg extension. Questi confermarono come non ci fossero differenze significative tra le 3 posizioni del piede durante l'esecuzione dell'esercizio in termini di reclutamento dei vasti mediale e laterale. Stoutenberg et al. (2005) rilevarono che la rotazione interna della gamba reclutasse i muscoli vasti laterale e mediale, mentre ruotarla esternamente aumentava l'attività del retto femorale.
Conclusioni:

Le rilevazioni elettromiografiche sull'analisi della rotazione della gamba e del conseguente stimolo dei diversi capi del quadricipite non sono univoche quanto piuttosto controverse. Alcuni autori hanno segnalato una maggiore attività generale del quadricipite con gamba extrarotata, mentre gli stessi durante altre analisi hanno suggerito che durante la contrazione isometrica in massima estensione (contrazione) la rotazione interna della gamba produceva la maggiore attività muscolare. Altri autori non hanno rilevato differenze tra la rotazione della gamba (esterna, interna e neutra) sull'attività di vasti mediale e laterale. Infine, altre analisi su vasto laterale e mediale, e retto femorale, hanno trovato che, durante le contrazioni dinamiche, la rotazione interna produceva la maggiore attività dei vasti, mentre quella esterna produceva la maggiore attività del retto femorale. Sulla base di questi risultati controversi non sembra essere possibile riconoscere il grado di rotazione della gamba più indicato per massimizzare il reclutamento generale del quadricipite o il maggiore isolamento di un capo rispetto ai restanti. Si può semplicemente concludere che le comuni ipotesi dei vari autori non siano state confermate da queste analisi scientifiche. Inoltre, poiché il movimento di estensione della gamba in intrarotazione o extrarotazione pare non essere fisiologico, non sembra esistano motivazioni concrete per giustificare i movimenti di rotazione durante l'esecuzione della leg extension.

### Inclinazione dello schienale (angolo dell'anca)
La modifica dell'angolo dell'anca, e quindi del grado di inclinazione del bacino rispetto alla coscia, è un metodo proposto da alcuni autori per modificare il reclutamento del retto femorale e dei vasti. Come espresso precedentemente, è stato suggerito che più il busto viene portato in estensione (mediante un'inclinazione dello schienale), e più aumenta l'attività del retto femorale. Diversi sono stati i lavori che hanno analizzato tramite elettromiografia (EMG) il differente angolo dell'anca per stabilire le differenze nell'attivazione del quadricipite. L'angolo dell'anca in altri termini indica la variazione del grado di flessione o estensione del busto - mobilizzando l'articolazione dell'anca e non la cerniera lombare - modificando, ad esempio, l'inclinazione dello schienale nella leg extension. Anche se è ipotizzabile che l'angolo dell'anca influenzi solo l'attività dell'unico capo biarticolare, cioè il retto femorale, in realtà le analisi EMG hanno rilevato che questa modifica influenzi anche l'attività dei vasti. Salzman et al. (1993) osservarono una maggiore eccitazione del quadricipite nella posizione inclinata rispetto a quella seduta o supina. Per la precisione, l'attività del quadricipite era maggiore del 17% con un angolo dell'anca intermedio rispetto alla posizione supina. Inoltre non fu trovata una relazione diretta tra l'eccitazione dei capi monoarticolari e l'angolo dell'anca. Hasler et al. (1994) dimostrarono inaspettatamente che, durante le contrazioni isometriche (MVIC), l'attività dei vasti laterale e mediale venisse condizionata dall'angolo dell'anca al contrario del retto femorale. Secondo questi risultati, la forza del quadricipite aumentava dalla posizione seduta a quella inclinata, ma si riduceva nella posizione supina. Altri (Maffiuletti e Lepers, 2003) trovarono che la modifica dell'angolo dell'anca influenzasse tutti i capi analizzati, ovvero vasto laterale, vasto mediale e retto femorale. Questi notarono che l'attivazione dei fasci analizzati e la forza isometrica erano maggiori nella posizione seduta piuttosto che sdraiata supina. Kong e van Haselen (2010) osservarono che con l'aumento dell'angolo dell'anca l'attività dei vasti si riduceva e aumentava l'attività del retto femorale. L'attività dei vasti era maggiore nella posizione da seduti, seguita dalla posizione inclinata e infine da quella supina. Diversamente da altri risultati, in questo studio l'angolo dell'anca (e quindi il livello di inclinazione del busto) non condizionava solo l'attività del retto femorale ma anche dei vasti. Più il busto era inclinato e più aumentava l'attività del retto femorale e più si riduceva quella dei vasti.
Conclusioni:

Come per l'aspetto della rotazione dei piedi, anche in questo caso non sembra esserci unanimità sulla questione della differente attivazione dei capi del quadricipite in base all'angolo dell'anca. Se da un lato poteva essere dato per scontato che maggiore sia il grado di estensione dell'anca e maggiore sia in proporzione il reclutamento del retto femorale (unico capo biarticolare la cui lunghezza è appunto dipendente anche dall'angolo dell'anca) secondo i principi del prestiramento/precontrazione e dell'insufficienza attiva/tensione passiva, molte delle analisi sulla questione mostrano inaspettatamente che la posizione supina possa risultare la più svantaggiosa in termini di attivazione muscolare generale e di forza generale del quadricipite. Alcune evidenze hanno suggerito che la posizione intermedia (inclinata) potesse essere la migliore tra le 3 modalità, ma in assenza di risultati allineati, si potrebbe quantomeno ipotizzare che questa rappresenti un valido compromesso per un'ideale stimolazione generale del quadricipite. In alcuni casi l'angolo dell'anca ha dimostrato di non influire sull'attività dei vasti, in altri ha dimostrato di non influire sull'attività del retto femorale, ma le evidenze più recenti sembrano al contrario stabilire che maggiore è l’estensione dell'anca, inferiore sarà l'attività dei vasti e maggiore sarà quella del retto femorale. Data l'eventuale presenza di alcune limitazioni e di differenti disegni di studio utilizzati, sono necessarie ulteriori analisi per poter trarre delle conclusioni definitive.

### Speed of movement
Il controllo e la variazione della velocità di movimento delle ripetizioni (speed of movement o tempo) è una strategia spesso suggerita per massimizzare i guadagni muscolari nell'arco della periodizzazione in un programma di allenamento con i pesi. Durante l'esecuzione della leg extension potrebbe essere ulteriormente giustificata la modulazione della velocità di movimento (speed of movement) per variare la distribuzione del carico sui diversi capi del quadricipite e/o garantire una maggiore sicurezza in termini di sovraccarico articolare e di prevenzione dagli infortuni.
Chow (1999) esaminò lo stress sul legamento rotuleo, sul tendine del quadricipite, e le forze di taglio femoro-rotulea e femoro-tibiale paragonando diverse velocità di esecuzione sulla leg extension isocinetica. Le forze di taglio sulla zona tibio-femorale dimostrarono che il legamento crociato anteriore (ACL) venisse sovraccaricato lungo tutto il ROM. Il dato interessante fu che con l'aumento della velocità durante le contrazioni isocinetiche si riducevano le forze di taglio sul ginocchio. Gli sforzi submassimali a velocità inferiori (come nei primi mesi di riabilitazione) riducevano il momento torcente del ginocchio. Ciò potrebbe significare che la velocità moderata spesso usata nel culturismo sarebbe la più pericolosa per l'articolazione del ginocchio. I ricercatori conclusero che per ridurre le forze di taglio sull'articolazione del ginocchio, gli sforzi submassimali dovrebbero essere eseguiti a velocità inferiori, mentre gli sforzi massimali a velocità più elevate. Le limitazioni dello studio potrebbero tuttavia essere riconosciute nel fatto che fosse stata utilizzata una leg extension isocinetica, una variante da laboratorio che impone una velocità di movimento e una tensione sempre costante lungo tutto il ROM percorso. Questa condizione non è ritrovabile con le normali macchine isotoniche in palestra.
Pincivero et al. (2006) analizzarono differente attivazione dei 3 capi del quadricipite analizzati. I soggetti testati eseguirono la leg extension con un carico relativo al 50% 1-RM a cedimento. L'esecuzione prevedeva una fase isometrica di 2 secondi in massima contrazione e la fase eccentrica controllata. Venne osservato un aumento dell'attività EMG durante la fase concentrica. L'attività del vasto laterale era maggiore rispetto a quella del vasto mediale e del retto femorale durante la fase isometrica, mentre non vennero rilevati significativi cambiamenti nei muscoli nel corso della durata dell'esercizio. Una significativa riduzione generale dell'attività EMG venne osservata nella fase eccentrica, con una maggiore attività del vasto laterale rispetto agli altri 2 fasci. In sintesi, l'attività del vasto laterale prevaleva su quella del vasto mediale e del retto femorale nella fase isometrica in massima contrazione e durante la fase eccentrica.
Conclusioni:

Le limitate analisi presentate sullo speed of movement durante l'esecuzione della leg extension sollevano alcune questioni degne di nota. Una ricerca segnala che con carichi massimali un andamento più rapido riduce le forze di taglio sul ginocchio rispetto ad un andamento più controllato. Al contrario, con carichi submassimali verrebbe suggerito un andamento più controllato. Come segnalato in precedenza le limitazioni dello studio sono molteplici. In primo luogo l'analisi utilizzava una leg extension isocinetica, mentre nelle palestre viene utilizzata la leg extension dinamica. La natura della contrazione isocinetica è nettamente distinta da quella del movimento dinamico, in quanto nel primo caso la tensione e la velocità rimangono costanti lungo tutto il ROM, cosa non permessa dalle contrazioni dinamiche. In secondo luogo è improbabile che un atleta utilizzi carichi massimali sulla leg extension (100% 1-RM), poiché il movimento monoarticolare e vincolato causerebbe un eccessivo stress articolare e non è adeguato ad un allenamento coi pesi finalizzato allo sviluppo della forza massimale. Tuttavia questi risultati sembrerebbero intendere che più viene aumentato il carico sulla leg extension e più dovrebbe essere aumentata in proporzione la velocità del movimento per ridurre le forze di taglio sul ginocchio. A causa delle limitate analisi e del disegno di studio poco vicino alle condizioni di allenamento reali, può essere prematuro trarre delle conclusioni definitive da queste evidenze.
Altri risultati scientifici indicano che l'attività EMG del vasto laterale sia maggiore rispetto a quella del retto femorale e del vasto mediale durante la fase isometrica in massima contrazione e durante la fase eccentrica. Considerando che durante la leg extension l'attività dei vasti è risultata, secondo diverse analisi, inferiore a quella del retto femorale se paragonata agli esercizi a catena cinetica chiusa, sarebbe possibile suggerire in base a questi dati che enfatizzare la sosta isometrica in contrazione e la fase eccentrica rallentando il movimento risulti generalmente in un maggiore reclutamento del vasto laterale sugli altri due capi. Viste le limitate analisi sul caso, queste rimangono conclusioni indicative.

### Time Under Tension (TUT) e ripetizioni
Una teoria piuttosto comune sostiene che un muscolo sia meglio stimolato applicando delle strategie di allenamento specifiche in base alla sua composizione: se prevalgono le fibre lente o di tipo 1, esso sarà meglio stimolato con basse intensità (bassi carichi) e alte ripetizioni, mentre se prevalgono le fibre rapide o di tipo 2, questo sarà meglio stimolato con alte intensità (alti carichi) e basse ripetizioni. È necessario considerare che le serie eseguite con bassi carichi, se portate al cedimento, implicheranno una durata della serie (Time Under Tension, TUT) più protratta, tendendo alla prestazione di endurance muscolare; viceversa se eseguite con alti carichi porteranno ad un TUT breve, tipico della prestazione di forza. Un muscolo composto per la maggior parte da fibre di tipo 2 è più dotato di forza e meno di resistenza, mentre al contrario una maggiore prevalenza di fibre di tipo 1 conferisce al muscolo maggiori prestazioni di resistenza e meno di forza. Per quanto riguarda la composizione delle fibre muscolari del quadricipite femorale, i dati non sono propriamente allineati. Alcuni testi di anatomia parlano di una composizione 50:50 (50% tipo 1: 50% tipo 2) con maggiori unità motorie ed elementi contrattili, e quindi con un maggiore potenziale per la prestazione sportiva. Alcune ricerche scientifiche hanno stabilito risultati simili, facendo però una distinzione tra i capi che lo compongono: per il vasto mediale e il vasto intermedio 50% IIb, 15% IIa, 35% I; per il vasto laterale 45% IIb, 20% IIa, 35% I; per il retto femorale 45% IIb, 15% IIa, 40 I (Pierrynowski e Morrison, 1985).
Altri dati in letteratura hanno riconosciuto che nei soggetti non allenati il vasto laterale è caratterizzato da una grande percentuale di fibre di tipo I (45-59%), una percentuale moderata di tipo IIa (30-39%), e una ridotta percentuale di tipo IIb (11-15%). Tuttavia, è stata riconosciuta anche una grande variabilità tra gli individui nelle proporzioni tra fibre di tipo I, di tipo IIa e tipo IIb, e queste sono state osservate in un range compreso rispettivamente tra il 15-79%, il 13-77%, e il 0,44%. Altri hanno osservato che i vasti mediale e laterale contengono percentuali simili di fibre di tipo I, il 52,1% e il 51,4%, rispettivamente.
Conclusioni:

Svariati autori sostengono che la proporzione tra fibre rapide (tipo 2) e fibre lente (tipo 1) nel quadricipite sia mediamente equilibrata. Nonostante i riferimenti e gli autori non si trovino propriamente in accordo sulla precisa distribuzione delle fibre, pare esistere anche una certa variabilità individuale, una differenza tra soggetti allenati e non allenati (e presumibilmente tra il tipo di sport praticato), e una differenza tra i diversi capi che compongono il quadricipite. La tendenza tuttavia è quella di riconoscere un equilibrio tra fibre di tipo 1 e di tipo 2 approssimativamente attorno al 50%. Sulla base di queste evidenze non è possibile individuare precisamente il tipo di prestazione più idonea per lo stimolo del quadricipite sulla leg extension. Si potrebbe suggerire una periodica varietà dello stimolo, o una maggiore tendenza a sviluppare le prestazioni di forza o di resistenza a seconda della finalità specifica. Questo pur considerando che l'esercizio in questione pone sotto particolare stress il legamento crociato anteriore (ACL), ed è suggeribile non sovraccaricare eccessivamente l'articolazione del ginocchio con alti carichi e basse ripetizioni (basso TUT a cedimento), vista soprattutto la natura monoarticolare del movimento.

## Rischio infortuni
Dopo la bassa schiena, il ginocchio è, assieme alla spalla, la zona più frequentemente esposta ad infortuni durante un programma di allenamento coi pesi. Il dolore al ginocchio causato dall'esercizio coi pesi è spesso il risultato di lesioni da usura che coinvolgono l'articolazione patello-femorale o il tendine patellare. La sicurezza della leg extension nelle fasi precoci del recupero funzionale è una questione dibattuta, ed alcuni autori suggeriscono che anche questa possa essere causa di infortuni al ginocchio, sebbene il suo potenziale lesivo sia inferiore a quello di altri esercizi come ad esempio l’hack squat. Ciò nonostante, la leg extension è stata spesso proposta dai ricercatori per l'utilizzo durante la fase di riabilitazione da infortuni al ginocchio.
Alcune ricerche (Steinkamp et al., 1993) dimostrarono che i soggetti con artrite patello-femorale possono tollerare la riabilitazione meglio con la leg press rispetto alla leg extension lungo il range di movimento funzionale per via di un inferiore stress all'articolazione patello-femorale. Si evidenziò che tutti i parametri di stress articolare risultassero maggiori tra 0 e 30° di estensione della gamba, che nelle fasi riabilitative risulta il range più indicato. Hirokawa et al. (1992) conclusero che la contrazione del quadricipite durante la leg extension avesse un impatto sul discolamento anteriore, sulla rotazione della tibia e quindi sullo stress del legamento crociato anteriore (ACL), aumentandolo di pari passo con l'aumento della forza durante l'estensione del ginocchio. Le stesse osservazioni furono concluse da Yack et al. (1993), suggerendo lo squat parallelo come sostituzione alla leg extension per minimzzare lo stress sul legamento crociato anteriore. Grood et al. (1984) notarono un aumento del dislocamento anteriore della tibia nel range da 30 a 0° di estensione, suggerendo che il legamento crociato anteriore fosse particolarmente sovraccaricato lungo questo arco di movimento. Essi conclusero che usare carichi importanti sulla leg extension potesse produrre delle grandi forze di taglio patello-femorale e tibio-femorale. Poiché la forza del quadricipite aumentava poco durante l’estensione compresa nel range tra i 50 e i 15°, i pazienti affetti da condrite patello-femorale, per i quali un arco di movimento ampio non è suggerito, potessero limitare gli esercizi per il quadricipite senza ridurne la forza. Altre analisi (Escamilla et al., 1998) hanno stabilito che la forza di compressione tibiofemorale durante la leg extension sia maggiore vicino alla massima estensione, mentre la forza di compressione patellofemorale sia maggiore a metà del range nella fase di estensione. Se paragonata allo squat e alla leg press, solo la leg extension ha dimostrato di provocare tensione sul legamento crociato anteriore, la quale avviene in prossimità della massima estensione. Tuttavia, la tensione sul legamento crociato posteriore (PCL) era maggiore del doppio con lo squat e con la leg press. Le analisi di questa ricerca mostrarono inoltre che il reclutamento dei muscoli ischio-crurali fosse maggiore del doppio con lo squat rispetto alla leg press e alla leg extension. Questo può rappresentare un ulteriore svantaggio nelle fasi riabilitative a seguito di lesioni del legamento crociato anteriore, in quanto gli ischio-crurali esercitano un ruolo importante nella stabilità del ginocchio, favorendo un maggiore sviluppo della forza e della capacità funzionale con l'estensione dell'anca.
Anche il posizionamento dell'imbottitura può avere un ruolo sullo stress articolare, in particolare sul legamento crociato anteriore. Nisell et al. (1989) paragonarono le forze di taglio e di compressione ottenute dal posizionamento dell'imbottitura nella posizione prossimale o distale della gamba durante la leg extension isocinetica. Essi rilevarono che le forze di taglio dirette anteriormente venivano ridotte significativamente collocando l'imbottitura in una posizione prossimale sulla gamba, suggerendo questa modifica per controllare lo stress sul ACL, come nel periodo riabilitativo. In altri termini, lo stress articolare sul ginocchio può essere modulato anche a seconda del posizionamento dell'imbottitura. Più questa viene posta distale rispetto al ginocchio, e più si sollecita l'articolazione. Questo avviene perché aumentando la distanza dei cuscinetti col fulcro, aumenta il braccio di leva provocando maggiore stress articolare.
Nelle prime fasi riabilitative potrebbe essere prescritta la leg extension a carico libero, ovvero con sovraccarico minimo, per non sovraccaricare l'articolazione in assenza di un adeguato tono muscolare. Questa strategia non sembra però essere adatta per persone con sublussazione laterale della patella. Powers et al. (2003) rilevarono infatti che lo spostamento laterale della rotula è più pronunciato durante la leg extension senza carichi rispetto alla stessa con carichi per i soggetti con sublussazione laterale della rotula. Secondo le loro conclusioni, la cinematica femoro-rotulea durante l'esecuzione senza peso potrebbe essere definita come "la rotula che ruota sul femore", mentre la cinematica femoro-rotulea durante l'esecuzione con carico potrebbe essere definita come il "femore che ruota al di sotto della rotula".
È stato osservato che la leg extension produca un elevato sovraccarico sul retto femorale a scapito dei vasti, e questo sovraccarico può aumentare sulla variante inclinata. Tuttavia, l'eccessivo accorciamento del retto femorale può causare uno squilibrio posturale, in quanto il corpo deve compensare questa eccessiva rigidità allungando altri muscoli antagonisti, e questo accade con l'anteroversione del bacino in modo da consentire la posizione eretta. Questo squilibrio, osservato negli atleti, può portare ad un'alterazione delle curve fisiologiche con un inarcamento della curva lombare e una potenziale manifestazione di dolore alla bassa schiena.
Infine, svariate ricerche hanno osservato che la leg extension enfatizzi maggiormente l'attività del retto femorale rispetto a quella dei vasti, in particolare il vasto mediale. Bisogna considerare che il vasto mediale ha un'importante funzione nella stabilità della rotula e nella prevenzione della sua sublussazione laterale durante l'estensione del ginocchio. Il vasto mediale esercita una trazione mediale sulla rotula contro la forza laterale del vasto laterale. La corretta sincronizzazione della contrazione muscolare coordinata del vasto mediale e del vasto laterale è essenziale per il corretto allineamento dell'articolazione femoro-rotulea. Disfunzioni tra il vasto mediale e vasto laterale nella tempistica, negli squilibri di forza, o in entrambi, a seguito dell'inibizione del vasto laterale, possono portare a sublussazione laterale della rotula, maggiore contatto femoro-rotuleo, dolore retropatellare e degenerazione della cartilagine articolare. È importante considerare che l'uso della leg extension deve essere compensato dall'utilizzo di esercizi complementari a catena cinetica chiusa (squat, leg press) per garantire un corretto equilibrio nella tonicità dei capi che compongono il quadricipite, in particolare il vasto mediale, meno coinvolto durante l'esecuzione del macchinario.
Conclusioni:

In presenza di dolore patello-femorale, la leg extension dovrebbe essere eseguita focalizzando il movimento sugli ultimi 10-15°, mentre altri ne sconsigliano l'utilizzo in presenza di questo infortunio. In caso di lesioni al legamento crociato anteriore, viene suggerito di evitare la leg extension (specie da 70° di flessione alla piena estensione), e sostituirla con esercizi a catena cinetica chiusa come lo squat a ripetizioni parziali e la leg press. Al contrario, in caso di lesioni al legamento crociato posteriore, la successiva riabilitazione dovrebbe prevedere il rafforzamento del quadricipite minimizzando la traslazione postero tibiale, e la leg extension è suggerita nel ROM tra 0 e 70° di flessione, in quanto adatta a questo scopo. In conclusione, sembra che l'utilizzo della leg extension in un contesto infortunistico e riabilitativo sia suggerita in particolar modo nei casi di lesione del legamento crociato posteriore, mentre al contrario ne venga sconsigliato l'utilizzo in presenza di lesioni di altro genere.
Sintesi:
- in presenza di lesioni o infortuni nella zona patellare viene suggerito di evitare la leg extension sostituendola con altri esercizi multiarticolari come la leg press grazie ad un inferiore stress sull'articolazione patello-femorale;[49]
- in presenza di sublussazione laterale della patella viene suggerito di evitare l'esecuzione della leg extension senza carichi (carico libero);[53]
- in presenza di lesioni o infortuni al legamento crociato anteriore (ACL) viene suggerito di evitare la leg extension in quanto causa di stress e tensione eccessiva, con la possibilità di sostituirla con squat e leg press;[11][41][42][47][50]
- se viene utilizzata la leg extension in presenza di precedenti problematiche al ACL, è suggeribile evitare il ROM in massima estensione (30-0°)[47] e posizionare l'imbottitura prossimale piuttosto che distale;[52]
- in presenza di lesioni o infortuni al legamento crociato posteriore (PCL) la leg extension è l'esercizio più adatto a rafforzare il quadricipite, suggerendo di limitare o evitare l'uso di squat e leg press, i quali ne impongono un aumento della tensione;[11][58]

## Utilità e controversie dellaLeg extension
La leg extension è un esercizio molto popolare nel culturismo e nel fitness, nonché uno dei più popolari macchinari con sovraccarichi utilizzati nei centri benessere, nelle palestre delle scuole e nelle cliniche dedicate alla terapia riabilitativa. Una delle principali qualità dell'esercizio è probabilmente il massimo isolamento del quadricipite, altrimenti impossibile con altri esercizi dedicati allo sviluppo dei muscoli della coscia. La leg extension è stata anche proposta da molti ricercatori per una fase riabilitativa da infortuni al ginocchio, anche se questo utilizzo è stato da alcuni discusso, e può dipendere dal tipo di trauma articolare. Le controversie sull'utilità della leg extension comunque non riguardano solo l'aspetto traumatico e riabilitativo. Diversi popolari coach e preparatori infatti non hanno espresso pareri positivi riguardo alle potenzialità del macchinario. Uno dei motivi plausibili secondo alcuni di questi, è che, negli allenamenti mirati alla preparazione atletica, essa non migliora il gesto atletico degli sport praticati (come potrebbero essere lo scatto, il salto, la coordinazione o l'equilibrio). In altri termini la leg extension non darebbe alcun contributo nel migliorare la performance sportiva.
(Charles Poliquin)
Le critiche dei coach sono orientate soprattutto sull'aspetto funzionale, il cui sviluppo dall'esecuzione della leg extension risulta carente poiché il gesto non si avvicina minimamente ai movimenti degli arti inferiori compiuti nella vita reale o nelle prestazioni sportive. Alcune ricerche sembrano dare conferma alle posizioni dei preparatori atletici. Stiene et al. (1996) esaminarono i differenti effetti degli esercizi a catena cinetica aperta (leg extension) con quelli a catena cinetica chiusa (squat) sul picco di forza (peak torque) e sulla capacità funzionale in 23 pazienti con dolore femoro-rotuleo. Tutti i pazienti sono stati sottoposti ad un test su step-up (catena cinetica chiusa e più funzionale nel mondo reale) e su leg extension (catena cinetica aperta e meno funzionale) sul picco di forza. I ricercatori rilevarono che, sebbene entrambi i gruppi avessero ottenuto significativi miglioramenti sul test a catena cinetica aperta, solo il gruppo a catena cinetica chiusa migliorò sul test step-up e, soprattutto, migliorò lo stato funzionale percepito. In altre parole, un allenamento a catena cinetica chiusa migliora la prestazione sia sugli esercizi a catena aperta che a catena chiusa, sia la capacità funzionale, ma l'allenamento a catena cinetica aperta (leg extension) migliora solo la prestazione sulla catena aperta, senza influire sulla catena chiusa o sulla capacità funzionale. Comunque, altre ricerche hanno verificato che, al contrario, un allenamento alla leg extension con 3 serie da 8 ripetizioni, per 3 giorni a settimana, per 8 settimane, avesse permesso ad anziani di 90 anni di migliorare in maniera importante la capacità funzionale degli arti inferiori nei test di equilibrio e deambulazione del 48%, e di aumentare la forza degli arti inferiori del 175%. Due dei soggetti sottoposti allo studio ripresero a camminare abbandonando l'utilizzo del bastone. Questi risultati fanno riflettere sull'effettiva utilità del macchinario in certe condizioni.
Come si è visto, svariate ricerche hanno reputato la leg extension idonea ed efficace nelle fasi riabilitative e nel recupero funzionale. Ad esempio Brindle et al. (2002) conclusero: "Le estensioni isocinetiche del ginocchio sono considerate appropriate per la prima parte della riabilitazione per i pazienti con disfunzioni del ginocchio a causa della minore richiesta di coordinazione". L'utilità della leg extension pare essere piuttosto controversa. Sebbene risulti di facile utilizzo e l'unico macchinario in grado di isolare l'attività del muscolo quadricipite, queste caratteristiche potrebbero renderlo ideale per lo sviluppo dell'ipertrofia muscolare selettiva nell'ambito del culturismo, ma di scarso potenziale nella preparazione atletica e nel miglioramento della prestazione fisica. Nella riabilitazione e nel recupero funzionale essa è stata utilizzata con successo e suggerita da diversi ricercatori, ma non pare essere ideale in presenza di svariate lesioni articolari del ginocchio.
(Brad J. Schoenfeld, PhD, CSCS, CSPS, FNSCA)

## Aspetti anatomici e biomeccanici

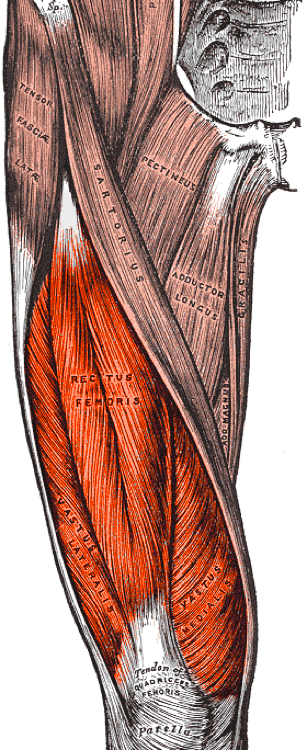
Rappresentazione del muscolo quadricipite femorale. Da sinistra: vasto laterale, retto femorale, vasto mediale. Il vasto intermedio è posto al di sotto del retto femorale.

Il muscolo quadricipite compone la parte anteriore della coscia, ed è formato da un fascio biarticolare (che attraversa 2 articolazioni) e tre fasci monoarticolari (attraversano un articolare). L'unico fascio biarticolare, il retto femorale, attraversa le articolazioni dell'anca e del ginocchio e agisce sia come flessore dell'anca che come estensore del ginocchio. I tre muscoli monoarticolari del quadricipite, vasto laterale, vasto mediale e vasto intermedio, attraversano solo l'articolazione del ginocchio e agiscono solo per estendere il ginocchio. Un altro muscolo poco citato nell'azione di estensione del ginocchio è il tensore della fascia lata, la cui azione principale è quella di mantenere la postura eretta stabilizzando la pelvi sulla testa del femore e il femore sulla tibia. Un'azione secondaria del tensore della fascia lata è appunto quella di estendere la gamba, la quale però sembra essere poco rilevante, a maggior ragione per la posizione precontratta (insufficienza attiva) imposta dalla flessione della coscia.

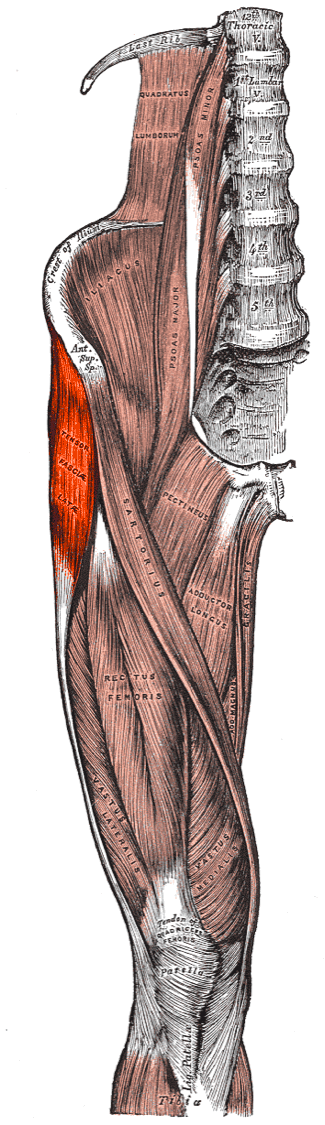
Rappresentazione del tensore della fascia lata. Questo muscolo esercita una debole estensione del ginocchio assieme al quadricipite, ma questo ruolo sembra essere piuttosto marginale, a maggior ragione per l'insufficienza attiva imposta dall'esercizio.

Il movimento previsto dalla leg extension è l’estensione della gamba sulla coscia. Secondo le analisi di Grood et al. (1984), durante l'esecuzione della leg extension la forza quadricipite è minima alla partenza a gamba flessa, cresce durante la fase iniziale dell’estensione del ginocchio e rimane quasi costante tra 50 e 15°. Con l’estensione oltre i 15° la forza sale rapidamente, raggiungendo una media di circa il doppio della forza a 0° di estensione, continuando ad aumentare con l’iperestensione. L'effettivo momento torcente determinato dal meccanismo di estensione aumenta con l'estensione del ginocchio, trova un picco a 20°, e si riduce rapidamente con l'ulteriore estensione. Altre analisi hanno confermato che l'attività del quadricipite sia maggiore vicino alla massima estensione. La differente attività dei muscoli estensori del ginocchio lungo il range di movimento percorso è dovuta ad una variazione della curva della forza, un modello matematico che determina quanta forza può essere prodotta a specifici angoli articolari. "La grandezza di peso che un atleta può sollevare in un dato movimento è limitata dalla resistenza ottenibile nel punto più debole del range di movimento articolare completo" (Vladimir M. Zatsiorsky). Da quanto rilevato dalle varie analisi, durante il movimento di estensione del ginocchio alla leg extension la resistenza aumenta in maniera quasi proporzionale all’estensione stessa, ma la vera differenza della resistenza viene ritrovata superati i 15°, ovvero gli ultimi gradi prima della massima estensione. Come è stato riportato dai risultati di Grood (1984), durante una buona parte del ROM articolare, tra 50 e 15°, la tensione rimane quasi costante, e solo superato questo livello di estensione la forza aumenta. Altri mostrarono dei risultati leggermente differenti, rilevando che i parametri di stress articolare risultassero maggiori tra 0 e 30° di estensione della gamba. I risultati incrociati dei vari studi mostrano comunque che la massima tensione (peak torque) muscolare del quadricipite e il massimo stress articolare del ginocchio avvengono in un range compreso tra 15-30° e 0° di estensione della gamba.

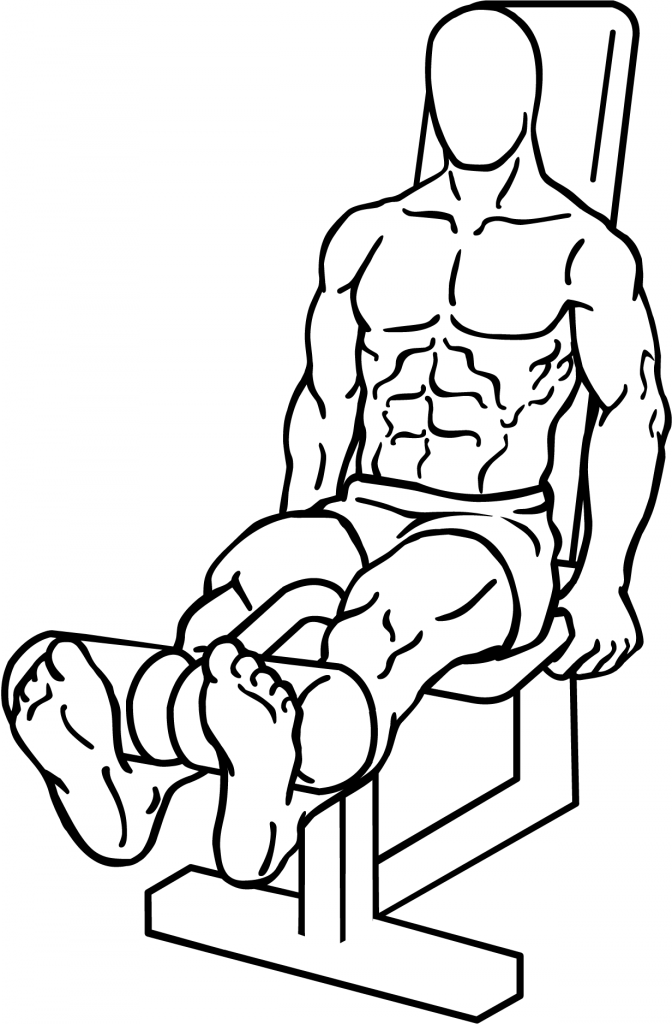
Picco della fase concentrica nella leg extension: attorno a questo range di escursione articolare si verifica il picco della forza (peak torque).

Poiché il retto femorale durante la leg extension tradizionale da seduti si trova in una posizione precontratta, alcuni autori hanno dato per scontato che l'esercizio provochi una minore sollecitazione di questo fascio rispetto ad altri esercizi per le cosce. In altri termini è stato teorizzato che la posizione ad anca flessa (da seduti) riduca di pari passo l'attivazione del retto femorale a causa della precontrazione e dell'insufficienza attiva. In realtà la leg extension tradizionale ha mostrato di provocare una maggiore attività del retto femorale rispetto ad altri esercizi comuni catena cinetica chiusa come lo squat e la leg press. Per tanto l'ipotesi che vede la leg extension come un esercizio inadeguato per stimolare il retto femorale non sembra trovare un concreto fondamento. A maggior ragione, altre analisi hanno notato che la leg extension con schienale inclinato aumenti ulteriormente l'attività del retto femorale rispetto alla variante tradizionale da seduti. In base a queste evidenze si potrebbe avanzare l'ipotesi che la leg extension inclinata sia uno degli esercizi che più recluta il retto femorale in assoluto. Tuttavia, per quanto riguarda i risultati cronici sull'ipertrofia, Narici et al. (1996) dimostrarono che dopo sei mesi di leg extension, i soggetti dimostrarono un aumento dell'ipertrofia del 19% nelle regioni superiori e inferiori del quadricipite, ma un aumento di solo il 13% nella parte centrale del muscolo.
Per la precisione, alcune ricerche (Escamilla et al., 1998) hanno osservato che la leg extension produca una maggiore attività del retto femorale rispetto ai vasti, mentre lo squat e la leg press sollecitino maggiormente i vasti rispetto al retto femorale. Questi risultati sono stati confermati anche da altri studi (Brindle et al., 2002), in cui è stato visto che l'attività del vasto mediale era maggiore durante l'esecuzione degli esercizi a catena cinetica chiusa (come squat o leg press) rispetto alla leg extension. Infine, Stensdotter et al. (2003) confermarono questi risultati osservando anche le precise tempistiche del reclutamento nel dettaglio. Durante l'estensione del ginocchio negli esercizi a catena cinetica chiusa, l'inizio dell'attività EMG dei quattro capi del quadricipite era più simultaneo rispetto a quanto avveniva sulla leg extension. In quest'ultimo caso, i tempi di attivazione del retto femorale erano più rapidi, mentre il vasto mediale veniva attivato successivamente e in maniera inferiore rispetto agli esercizi a catena cinetica chiusa.
Muscoli coinvolti nell' estensione della gamba:
- Muscolo vasto mediale (o vasto mediale obliquo)*
- Muscolo vasto laterale*
- Muscolo vasto intermedio*
- Muscolo retto femorale*
- Muscolo tensore della fascia lata

*fasci che compongono il muscolo quadricipite femorale.